# Ralph Hasenhüttl
Ralph Hasenhüttl (ur. 9 sierpnia 1967 w Grazu) – austriacki piłkarz występujący na pozycji napastnika oraz trener piłkarski.

## Kariera klubowa
Hasenhüttl zawodową karierę rozpoczynał w 1986 roku w Grazerze AK. Jego barwy reprezentował przez 6 lat, a potem odszedł do Austrii Wiedeń. W jej barwach zadebiutował 22 lipca 1989 roku w wygranym 1:0 meczu Wiener SC. W Austrii spędził 5 lat. W tym czasie zdobył z nią trzy mistrzostwa Austrii (1991, 1992, 1993), trzy Puchary Austrii (1990, 1992, 1994) oraz cztery Superpuchary Austrii (1990, 1991, 1992, 1993).
W 1994 roku Hasenhüttl został graczem Austrii Salzburg, również występującej w Bundeslidze. W 1995 roku zdobył z nią mistrzostwo Austrii oraz Superpuchar Austrii. W 1996 roku trafił do belgijskiego KV Mechelen z Eerste klasse. W 1997 roku po spadku tego klubu do Tweede klasse, odszedł do mistrza Belgii, Lierse SK, gdzie z kolei spędził rok.
W 1998 roku Hasenhüttl podpisał kontrakt z niemieckim 1. FC Köln z 2. Bundesligi. Zadebiutował w niej 5 października 1998 roku w przegranym 2:4 pojedynku z Fortuną Kolonia. 30 listopada 1998 roku w wygranym 4:1 spotkaniu z Karlsruher SC strzelił pierwszego gola w 2. Bundeslidze. W 1. FC Köln występował przez 2 lata.
Następnie grał w SpVgg Greuther Fürth (2. Bundesliga) oraz rezerwach Bayernu Monachium (Regionalliga Süd), gdzie w 2004 roku zakończył karierę.

## Kariera reprezentacyjna
W reprezentacji Austrii Hasenhüttl zadebiutował 17 maja 1988 roku w wygranym 4:0 towarzyskim meczu z Węgrami. W latach 1988–1994 w drużynie narodowej rozegrał w sumie 7 spotkań i zdobył 2 bramki.